# Phosphaticola
Phosphaticola là một chi bướm đêm thuộc họ Cosmopterigidae.